# 臣連伴造国造百八十部并公民等本記
『臣連伴造国造百八十部幷公民等本記』（おみむらじとものみやつこくにのみやつこももあまりやそとものをあわせておおみたからどものもとつふみ）は、推古天皇の時代に聖徳太子と蘇我馬子が編纂した歴史書である。
天皇に仕えていた豪族の奉仕に関するものと推測されている。『日本書紀』推古28年是歳条に『天皇記』、『国記』と共に書名の記述がある。
延暦3年成立の『因幡国伊福部臣古志』によると、伊福部久遅良が「豊御食炊屋姫天皇庚辰の年」に「臣連伴造国造諸民の本記」を定めたとあり、聖徳太子と蘇我馬子の下で編纂作業を行なっていたとされる。
皇極天皇5年（646年） 6月13日（7月11日）、乙巳の変にて中大兄皇子に追い詰められた蘇我蝦夷は自身の舘に火を放ち『天皇記』、『国記』、その他の珍宝を焼いて自殺した。その時に『臣連伴造国造百八十部幷公民等本記』も共に焼失した。